# 弗里茨·莱伯
小弗里茨·羅伊特·莱伯（Fritz Reuter Leiber Jr. 1910年12月24日—1992年9月5日），或譯弗里茲·雷伯，是一位美國奇幻、恐怖和科幻作家，多届雨果奖得主，此外還是詩人、演員、劇作家和象棋手。他是劍與魔法文學的先驅之一，也曾創作克蘇魯神話題材作品。

## 生平

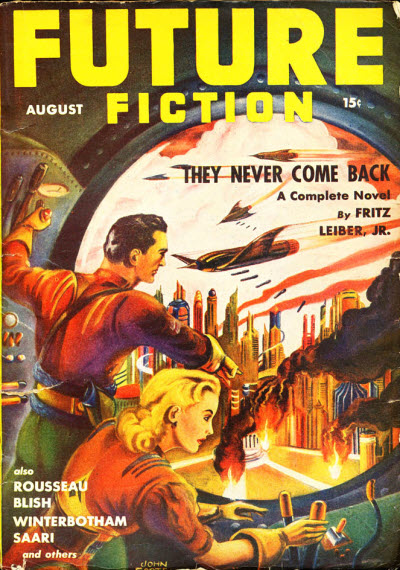
1941年8月出版的中篇小說《They Never Come Back》

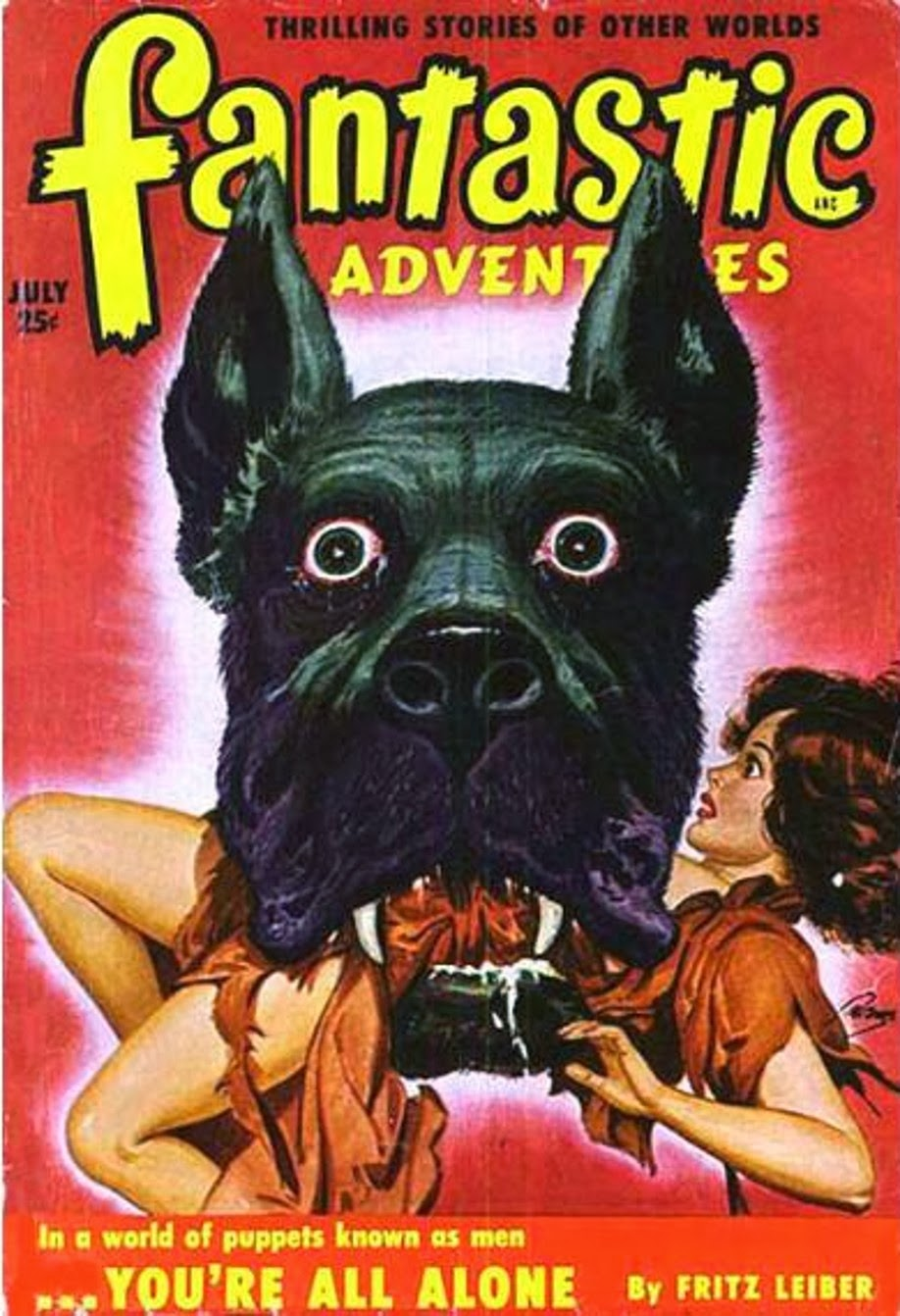
1950年7月出版的《You're All Alone》

小弗里茨·羅伊特·莱伯出生於芝加哥，父親弗里茨·莱伯（1882-1949）是一名演員，他也一度想要追隨父親的腳步當一個演員。在進入芝加哥大學之前，曾在1928年和父親一起巡演。在大學中，他加入了榮譽學會“Phi Beta Kappa”。1932年，他獲得心理學和生理學（一說生物學）哲學學士學位。在芝加哥時，他仍頻繁演出。
1936年，他結識了H·P·洛夫克拉夫特，後者鼓勵他進行文學創作。1937年3月，他罹患小腸癌，並由此引發營養不良。1939年8月，他在《未知》雜誌上出版了他的第一部短篇小說《二人历险记》（Fafhrd and the Gray Mouser）。1930年代到40年代他創作的作品多受洛夫克拉夫特的克蘇魯神話影響，如《The Sunken Land》（1942）。
他在1936年1月16日和傑奎爾·斯蒂芬斯（Jonquil Stephens）結婚，1936年到1941年間編寫《標準美國百科全書》（Standard American Encyclopedia）。1941年全家搬至加州，1941至42年間，他在西方學院教演講和戲劇。因為支持反法西斯，他放棄教職到道格拉斯飞机公司做質量檢查工作，主要負責C-47运输机的檢查。同時，他仍然堅持寫作。
1945年左右，全家搬回芝加哥，他在1945年至1956年間擔任《科學文摘》（Science Digest）的副主編，1958年又搬到洛杉磯。1969年，其妻去世，他定居舊金山，酗酒度日。他花了近20年才逐漸從喪妻的傷痛中走出來。
可能是由於縱酒過度，他在1970年代的經濟狀況極不樂觀。哈兰·埃里森曾發現他只能靠架在水池上的人工打字機寫作。在1976年拜訪了萊伯之後，马可·雷德洛也說他震驚於萊伯住處的狹小和擁擠。他晚年由於得到了TSR支付的版稅，生活條件得到大幅改善。
1992年，萊伯再婚，第二位妻子马戈·斯金納（Margo Skinner）是一位記者、詩人，也是他多年的好友。但在當年9月5日萊伯就去世了。马戈說他的死因是中風。

## 外部連接
- 網路推理小說資料庫上的弗里茨·莱伯
- 弗里茨·莱伯在互联网电影资料库（IMDb）上的資料（英文）
- Fritz Leiber at the Internet Book List
- Fritz Leiber的作品  - 古騰堡計劃
- 互联网档案馆中弗里茨·莱伯的作品或与之相关的作品
- 來自弗里茨·莱伯的LibriVox公共領域有聲讀物
- Lankhmar  The Fritz Leiber Home Page （页面存档备份，存于）